# دردناک مثل عذاب جهنم
«دردناک مثل عذاب جهنم» (به انگلیسی: Hurts Like Hell) ترانه‌ای از خوانندهٔ آمریکایی مدیسون بییر به‌همراهٔ رپر آمریکایی آفست می‌باشد که در ۹ نوامبر سال ۲۰۱۸ از سوی اکسس رکوردز روی رسانه‌های دانلود دیجیتال و استریمینگ منتشر گردید. این قطعه توسط مدیسون بییر، آفست، و خوانندهٔ انگلیسی چارلی ایکس‌سی‌ایکس به‌همراهٔ تهیه‌کنندگان این اثر اینویزیبل من و مایک سبث نوشته شده‌است. این اثر در ابتدا قرار بود تک‌آهنگ اصلی نخستین آلبوم استودیویی بییر باشد، اما بعدها از آلبوم حذف شد.